# Hor Yezh
Hor Yezh est une revue de linguistique en langue bretonne consacrée à la langue bretonne, fondée par Arzel Even en 1954. Son directeur fut plus tard Per Denez et actuellement Hervé Bihan. Elle est membre de Kuzul ar Brezhoneg.
La revue édite également des livres mais est indépendante de Mouladurioù Hor Yezh.